# Amplimada quadrigatula
Amplimada quadrigatula är en insektsart som först beskrevs av Jacobi 1917.  Amplimada quadrigatula ingår i släktet Amplimada och familjen dvärgstritar. Inga underarter finns listade i Catalogue of Life.